# Lebensborn
Lebensborn (traduzido do alemão arcaico, "fonte da vida") foi uma associação patrocinada pelo Estado nazista e apoiada pelas SS, cujo objetivo era aumentar a taxa de natalidade de crianças arianas com base na ideologia nacional-socialista de higiene racial e saúde. Isso deveria ser alcançado impedindo as mulheres e meninas solteiras de abortar, oferecendo partos em condições de anonimato, e colocando as crianças ilegítimas para adoção, preferencialmente por famílias de membros da SS.
O programa foi implementado na Alemanha e em algumas partes da Europa ocupada pela Alemanha Nazista.
O Lebensborn  foi responsável pelo sequestro de milhares (50 mil ou duzentos mil, não se sabe o número exato) de crianças das áreas ocupadas pela Alemanha, como a Polónia. Se estas fossem consideradas "arianas" (ao contrário da crença comum, os arianos, de origem nos Cáucasos, não eram louros de olhos azuis, mas brancos, altos e, em geral, de olhos e cabelos castanhos escuros) eram  colocadas sob  nova identidade em casas "Lebensborn" no Reich ou nos territórios ocupados.

## Objetivos
- Expansão da raça ariana: depois da II Guerra Mundial (1939-1945), foi informado que o objetivo deste programa de reprodução sistematizada em larga escala era criar uma "raça líder racialmente pura".[3]

- O aumento do quantitativo do exército alemão através da diminuição do número de abortos: Heinrich Himmler declarou, a Wilhelm Keitel, em 1940, que, na Alemanha, ocorriam cerca de 600 mil abortos anualmente e complementou:

| “ | Se fosse possível paralisar essa epidemia de abortos, nós teríamos, após 20 anos, 18 a 20 regimentos a mais. | ” |

## Fundamentações
- Salvação da "raça nórdica", que estaria em risco de decadência devido à baixa taxa de natalidade.

- Melhora qualitativa da procriação de acordo com os conceitos nazistas de higienização racial.

O "Lebensborn" era, em suma, a tentativa de execução dos fundamentos citados acima, principalmente no que se diz respeito aos cuidados relacionados à gestação. Foram criadas casas, onde as gestantes poderiam dar a luz de forma anônima. Pelo menos durante o começo do projeto, foram aceitas somente mães solteiras que condiziam com as requisitos de "raça higiênica" dos nazistas.
|  |  |  |